# Fürstenfeldbruck (stacja kolejowa)
Fürstenfeldbruck – stacja kolejowa w Fürstenfeldbruck, w kraju związkowym Bawaria, w Niemczech. Znajdują się tu dwa perony.